# Салітіс
Салітіс — перший давньоєгипетський правитель з гіксоської династії, який царював у Нижньому Єгипті.